# إجلال زكي
إجلال زكي (8 أغسطس 1951 -)، ممثلة مصرية.

## عن حياتها
والدها طيار، حصلت على ليسانس آداب عام 1973. بدأت في برامج الأطفال مع ماما سميحة ثم كمذيعة في الإذاعة. عملت في مسلسل البوسطجي وأدت دور زوجة طه حسين الفرنسية صوتياً في فيلم قاهر الظلام. تزوجت من الممثل محمد خيري ثم من المخرج اللبناني يوسف شرف الدين والكاتب نادر أبو الفتوح. أسندت إليها أدوار البطولة ثم أختفت لبعض الوقت في الساحة الفنية. أتيحت لها فرصة ذهبية بالقيام ببطولة فيلم رجل بمعنى الكلمة أمام محمود ياسين، وذلك عقب نجاحها في الإذاعة، لكنها لم تستكمل المسيرة.

## من أعمالها

### من المسلسلات
- اليتيم.
- الخروج من الدائرة.
- أهل الطريق.
- البوسطجي.
- طيور الصيف.
- هي والمستحيل.
- برج الأكابر.
- عائلة الأستاذ شلش.

### من الأفلام
- حضرة الضابط أخي.
- الشيطان يستعد للرحيل.
- قضية الأستاذة عفت.
- ابتزاز.
- الفلوس والوحوش.
- ويبقى الحب.
- الطائرة المفقودة.
- لأشقياء.
- أشياء ضد القانون.
- موعد على العشاء.
- 4 - 2 - 4.
- الفقراء أولادي.
- الفخ.
- لعنة الزمن.
- رجل بمعنى الكلمة.
- قاهر الظلام.
- التلاقي.
- ليل ورغبة.
- هذا أحبه .. وهذا أريده.
- وانتهى الحب.
- سهم الله.

### من المسرحيات
- سك على بناتك.

## وصلات خارجية
- إجلال زكى على موقع IMDb (الإنجليزية)
- إجلال زكى على موقع قاعدة بيانات الأفلام العربية